# George Rudd Thompson
Pour les articles homonymes, voir Rudd et Thompson.
George Rudd Thompson, né en 1868 à Newport et mort le 3 novembre 1948 à Bovey Tracey (Devon), est un chimiste analytique gallois.
Il est président de la Society for Analytical Chemistry en 1926-1927,.

## Biographie
Il étudie à la Monmouth Grammar School puis à l'université de Cardiff (1883) et devient professeur de chimie au Newport Technical Institute (en). Analyste public pour le Monmouthshire et pour l'arrondissement de Newport, il est nommé analyse agricole officiel.